# Puente Carretero
Die  Puente Carretero, offiziell Puente carretero Hipólito Irigoyen, von den Einwohnern oft einfach Puente Viejo (Alte Brücke) genannt, in der deutschsprachigen Literatur häufig als Brücke über den Rio Dulce bezeichnet, überbrückt den Río Dulce zwischen den Orten Santiago del Estero und La Banda in der argentinischen Provinz Santiago del Estero.
Sie ist nach dem zweimaligen argentinischen Staatspräsidenten Hipólito Yrigoyen benannt, dessen erste Präsidentschaft von 1916 bis 1922 dauerte und somit insbesondere die Zeit des Ersten Weltkriegs umfasste.

## Beschreibung
Die 856 m lange Puente Carretero ist eine ehemalige kombinierte Eisenbahn- und Straßenbrücke, die den Rio Dulce im Norden der Stadt mit einer langen Reihe von 12 gleichen stählernen Fachwerkträgern quert.
Die jeweils 70 m langen und 11 m breiten genieteten Fachwerkträger haben gerade Unter- und gekrümmte Obergurte. Ihr Gesamtgewicht beträgt rund 6000 Tonnen.
Sie waren ursprünglich unterteilt in einen 6,7 m breiten Bereich für die Gleise und 3 m für die Straße. In den 1950er Jahren wurden außen 1,5 m breite Gehwege montiert. Da Santiago del Estero keinen Eisenbahnanschluss mehr hat, wurden in den Jahren 2008 und 2009 die Gleise entfernt, die Brücke saniert und leuchtend rot gestrichen. Sie ist jetzt eine zweispurige Straßenbrücke mit sehr schmalen Seitenstreifen und Leitplanken zum Schutz der Stahlkonstruktion.
Die Brücke steht seit 2001 unter Denkmalschutz.

## Geschichte
1923 erhielt das Werk Sterkrade der Gutehoffnungshütte (GHH) den Auftrag zur Lieferung der Brücke, der in den Jahren 1924 und 1925 ausgeführt wurde. Sie wurde 1926 fertiggestellt und am 27. Februar 1927 eröffnet.
Während argentinische Medien es als Mythos behandeln, wird es auf der Website von Santiago del Estero als Tatsache berichtet, dass die Brücke als Entschädigung für die Versenkung des Schoners Monte Protegido und des Dampfers Toro durch deutsche U-Boote im Ersten Weltkrieg geliefert worden sei.
Der deutsche Botschafter Karl von Luxburg hatte dem argentinischen Außenminister am 2. Februar 1917 mitgeteilt, dass seine Regierung den uneingeschränkten U-Boot-Krieg erklärt hatte und dass sich dieser auch gegen Schiffe unter der Fahne neutraler Nationen richte, welche sich innerhalb einer vom Deutschen Reich verhängten Blockadezone befänden.
Am 4. April 1917 wurde die Monte Protegido von einem deutschen U-Boot versenkt. Die Reichsregierung ließ übermitteln, sie bedaure den Vorfall, und sagte einen Schadensersatz zu. Im Juni 1917 versenkte ein deutsches U-Boot die argentinische Toro. Die argentinische Regierung unter Präsident Yrigoyen protestierte, die deutsche Regierung bedauerte und sagte Schadensersatz zu.